# Kosovska nogometna reprezentacija
Nogometna reprezentacija Kosova predstavlja državu Kosovo u međunarodnom muškom nogometu. Izabrana vrsta djeluje pod okriljem Kosovskog nogometnog saveza (alb.: Federata e Futbollit e Kosovës).
Od 1993. odigrala je nekoliko prijateljskih utakmica s drugim reprezentacijama i klubovima i sudjelovala na 50. jubilarnom kupu KTFF 2005., zajedno sa sjevernociparskom i saamijskom reprezentacijom, gdje je završila kao druga od tri.
Nakon što je Kosovo priznato od strane FIFA-e, dana 5. ožujka 2014. Kosovo je u Kosovskoj Mitrovici odigralo svoju prvu utakmicu pod okriljem FIFA-eprotiv reprezentacije Haitija. Igralo se bez ikakvih obilježja, a nije bilo intoniranja himni. Na utakmici se okupilo oko 17 000 gledatelja među kojima su bili su i predsjednica i predsjednik vlade Kosova. Utakmica je počela u 15:00, a završila je ishodom 0:0.
Kosovo je dana 3. svibnja 2016. postalo članom nogometne organizacije UEFA, tajnim glasovanjem na kongresu u Budimpešti i tijesno je prošlo 28:24 uz 2 nevažeća (suzdržana) glasa. Predsjednik KNS zahvalio je Hrvatskoj na potpori cijelo vrijeme te diplomatske borbe. Prema riječima Dejana Savićevića, svi nogometni savezi bivše Jugoslavije dali su potporu Kosovu osim Srbije. Izrazito su se protivile Srbija, Rusija, Španjolska (bojeći se akcije Baskije i Katalonije), Moldavija i Cipar. Glasovanje je prošlo u dramatičnim okolnostima. Da bi zemlja nečlanica UN-a bila članom UEFA-e, potrebno je bilo izmijeniti UEFA-in statut koji je prihvaćao članstvo država koje priznaje UN i bila je potrebna nova odredba "većina međunarodne zajednice u Europi". Ovo nije prošlo za tri glasa, zbog potrebne dvotrećinske većine. Uslijedilo je tajno glasovanje. Prema nekim izvorima, Kosovu su se vrata članstva otvorila odlaskom Seppa Blattera i osobito Michela Platinija (koji se godinama protivio primanju Kosova u članstvo UEFA-e) čiji je odlazak bio obilježen teškim optužbama o korupciji. Izvjesno je bilo da se i Švicarska protivila primanju Kosova u članstvo, jer priznanjem Kosova otvorila bi se mogućnost odljeva većine njenih reprezentativaca, vrsnih igrača, u kosovsku reprezentaciju. Švicarska je stoga i tražila tajno glasovanje. Srbijanski nogometni savez nije se pomirio s ovom odlukom, nego je najavio opstrukciju kosovskog članstva, najavivši da će tužiti UEFA-u Međunarodnom sudu za športsku arbitražu u Lausannei zbog odluke da primi u članstvo Kosovo. Deset dana kasnije primljeno je Kosovo i u članstvo organizacije FIFA.
FIFA je priznala Kosovo 22. svibnja 2012., ali je na pritisak iz UEFA suspendirala odluku samo tri dana kasnije, 25. svibnja 2012. Dana 14. prosinca 2012. FIFA je odobrila nogometašima s Kosova da mogu igrati prijateljske utakmice. To se nije odnosilo na seniorsku reprezentaciju, nego samo u konkurenciji mladih selekcija, klubova te amaterskih momčadi i djevojčadi. U provizorno članstvo FIFA-e, Kosovo je primljeno 13. siječnja 2014., a u punopravno članstvo 13. svibnja 2016.

## Nogometna reprezentacija Kosova
Glavna pretpostavka za uključivanje najboljih kosovskih nogometaša u izabranu vrstu Kosova je dopuštenje FIFA-e odnosno UEFA-e da smije igrati službene međunarodne utakmice. Time bi se ostvarile pretpostavke da brojni kvalitetni igrači koji sad igraju za države u kojima su rođeni ili trajno nastanjeni, smiju nastupiti za domovinu svojih roditelja, ako tako odluče. U posljednjem desetljeću se u nogometnom svijetu pojavljuje sve veći broj respektabilnih igrača kosovskog porijekla u zemljama u kojima žive iseljenici s Kosova. Mnogi su prošli i sve nacionalne selekcije zemalja u kojima su odrastali i stasali kao nogometaši i sve više su zastupljeni preko reprezentacija zemalja useljenja i na završnim turnirima nacionalnih selekcija. Mnogi od njih su itekako cijenjeni i traženi u zemljama s najjačim ligama.
U kvalifikacijama za Svjetsko prvenstvo u Rusiji je Kosovo smješteno u skupini I zajedno s Finskom, Hrvatskom, Islandom, Turskom i Ukrajinom. Iz sigurnosnih razloga je odlučeno da Kosovo ne može igrati protiv Srbije i Bosne i Hercegovine. U rujnu 2016. godine je Kosovo po prvi puta odigralo kvalifikacijski susret protiv Finske i ostalo neporaženo s pogotkom Valona Berishe. Reprezentacija se nije uspjela plasirati na završni globalni turnir sa šeste pozicije u skupini I.

## Međunarodnopravni položaj Kosova
Nakon oružanih sukoba na Kosovu 1999. godine, Kosovo je de facto samostalno pod nadzorom i zaštitom međunarodnih vojnih snaga (KFOR, EULEX). U veljači 2008.g. Kosovo i formalno proglašava samostalnost. Međutim međunarodnopravni status Kosova, koji nije konačno definiran onemogućuje ozbiljnije stvaranje nogometne reprezentacije. Sve vrijeme se na teritoriju Kosova uredno odvijaju nogometna natjecanja i nogometni život, međutim zbog neriješenog statusa i nepriznavanja države Kosovo od jednog dijela međunarodne zajednice, Kosovu nije omogućeno članstvo u UN, i slijedom toga nije imalo mogućnost članstva niti u UEFA-i i FIFA-i. Iz tih razloga nije došlo do okupljanja izabrane vrste Kosova s najjačim mogućim imenima. UEFA i FIFA nisu bile spremne odobriti članstvo subjektu koji nije član UN-a, i kojeg nije priznalo 85 država. Druga posljedica je gubitak entuzijazma i odustajanje sponzora za ligu bez perspektive. Kosovo je priznato od više od sto zemalja, ali zbog spornog statusa Kosovo nije smjelo igrati niti prijateljske utakmice.
Krajem studenog 2013. predsjednik Hrvatskog nogometnog saveza Davor Šuker je napomenuo kako postoji realna mogućnost da svoju prvu službenu utakmicu, nakon primanja u FIFA-u i UEFA-u Kosovo odigra u Prištini protiv Hrvatske, sličan stav je izrazio i predsjednik Kosovskog nogometnog saveza.
Dana 4. siječnja 2014. voditelj međunarodnog odjela Kosovskog nogometnog saveza Artan Govori je za austrijski Die Presse potvrdio interes Kosovskog nogometnog saveza da im za njihov prvi službeni nastup gostuje Hrvatska.

Dana 13. siječnja 2014. godine, Sepp Blater je obznanio kako je prije tri dana na sastanku predstavnika Fudbalskog Saveza Srbije, Kosovskog nogometnog saveza i predstavnika FIFA-e odobreno odigravanje službenih prijateljskih susreta izabrane vrste Kosova s izabranim vrstama zemalja koje su međunarodnopravno priznale Kosovo, uz iznimku izabranih vrsta država proizašlih iz bivše Jugoslavije. Taj uvjet je usvojen na zahtjev predstavnika FSS jer su smatrali da gostoprimstvo pojedinim selekcijama iz bivše zajedničke države na Kosovu predstavlja akt političke provokacije.

## Također pogledajte
- Kosovski nogometni savez
- Dodatak:Popis nastupa za kosovsku nogometnu reprezentaciju